# 皇族軍人

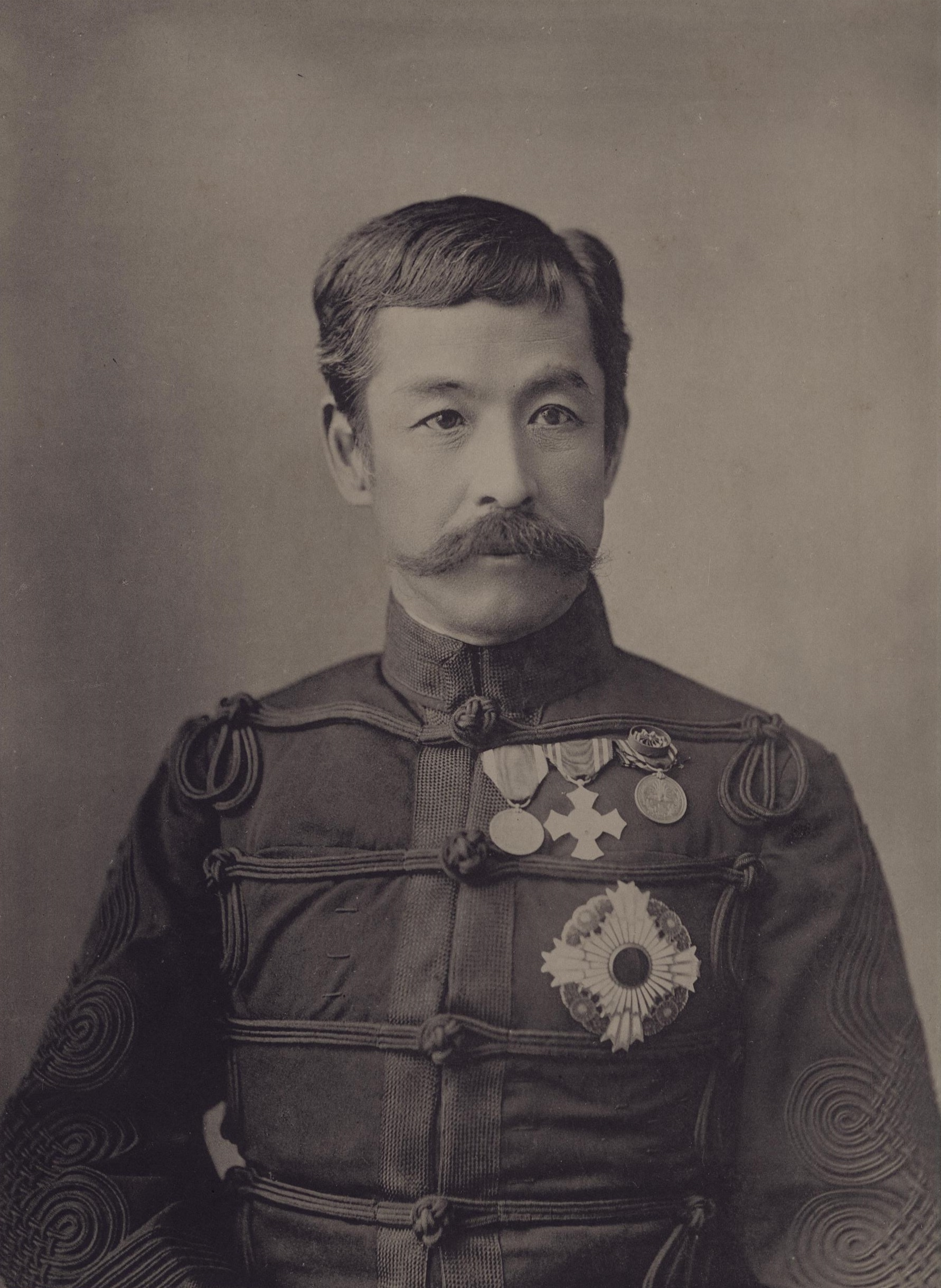
陸軍大将・北白川宮能久親王

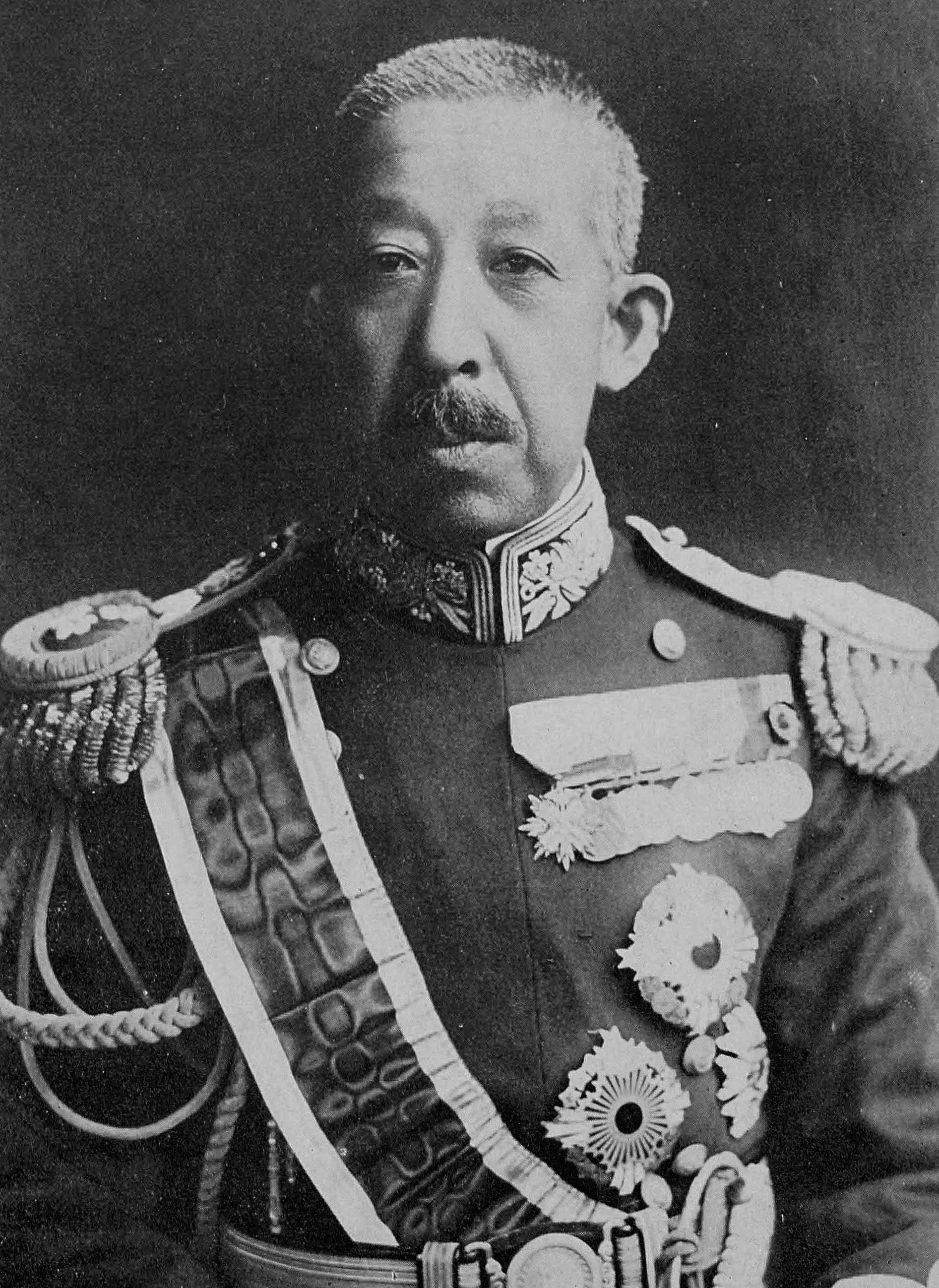
元帥海軍大将・伏見宮博恭王。

皇族軍人（こうぞくぐんじん）は、明治から昭和戦前にかけて、大日本帝国陸海軍軍人となった皇族男子（親王・王）。1873年（明治6年）12月9日の太政官達を経て、皇族身位令（明治43年3月3日皇室令第2号）にその義務が明文化され、第二次世界大戦終結後の1945年（昭和20年）11月30日に制度廃止された。朝鮮王族の末裔である王公族男子にも同様に義務が課されたため、併せて本記事にて解説する。

## 概要
明治維新以来、日本が近代化を遂げる過程において、皇室・皇族もまた大きな変革を迎えた。明治初頭に皇族男子はその本務として、軍人となることが義務化された。特に、東京陸軍幼年学校には12名の皇族及び3名の王公族が入学し、幼少期からエリート軍人としての教育を受けた（該当項を参照）。朝鮮王族の末裔で韓国併合により定められた王公族男子についても、皇族同様に軍人になることが義務付けられ、皇族に準じる存在として同様の礼節をもって扱われた。
当初、皇族軍人は官軍側の総指揮官であったが次第に変容し、大日本帝国陸海軍が「皇軍」すなわち「天皇の軍隊」であることを示す社会的権威としての役割も帯びるようになり、前線に派遣されないケースも増えた。
明治から昭和前期までに、戦地での殉職者2名（北白川宮能久親王と北白川宮永久王）を出し、両名とも戦死扱いで靖国神社の祭神となった。臣籍降下後では音羽正彦侯爵（朝香宮家：正彦王）と伏見博英伯爵（伏見宮家：博英王）の2名が戦死している。また、王公族の李鍝も広島市への原子爆弾投下に遭って被爆・薨去し、戦死扱いとなっている。
- 北白川宮能久親王
1895年殉職
- 北白川宮永久王
1940年殉職
- 伏見博英伯爵（伏見宮家：博英王）
1943年戦死
- 音羽正彦侯爵（朝香宮家：正彦王）
1944年戦死
- 李鍝公
1945年「戦死」

他に、北白川宮成久王はサン・シール陸軍士官学校留学中に交通事故死しており、陸軍では1名・海軍では6名が在職中に病で薨去している。

## 歴史

### 皇族男子の本務としての義務化
王政復古以降、皇族を取り巻く環境は明治期にかけて大きく変化し、その一つが皇族男子は軍人となることを義務付けられたことだった。
1873年（明治6年）12月9日の太政官達により、皇族男子の「本務」として軍人になることが明示された。

明治6年12月9日
皇族自今海陸軍ニ従事スベク被仰出候条此旨相達事　但年長ノ向ハ此限ニアラサル事

なお、『明治天皇紀』の同日にも「爾後皇族をして陸海軍に従事せしめたまふ」と記されている。
松下芳男によれば、「皇族の尊厳性」を出すために軍人か宗教者（僧侶・神職）があり得る中、個人的価値を表現する要素が少なく、全ての皇族に義務化するに適した職業が軍人であることから、皇族男子の本務とされたと考えられている。
また、この達が布告される前の同年10月には、東伏見宮嘉彰親王（当時）と伏見宮貞愛親王が、西欧の王族が幼少期から軍務に服するのに倣い、自らの身を陸軍に置きたいと請願していた。明治天皇は山縣有朋にこの件を諮詢し、これを受けた山縣は修学方法を上奏し、11月18日に貞愛親王を陸軍へ、嘉彰親王を海軍へそれぞれ従事させるよう命じた。当時は「軍は一般文官より優位にある」と考えられており、西欧の「ノブレス・オブリージュ」に基づく立憲君主国の慣例と、「皇族の尊厳性」を創出する手段であることが相互に作用した結果、義務付けられたと考えられている。

### 皇族軍人の位置づけ
大日本帝国憲法下においては、天皇は「大日本帝国陸海軍の大元帥」として陸海軍を統括する立場にあった（大日本帝国憲法第12条）。
皇族軍人の初期、1877年（明治10年）以前においては、形式上、皇族軍人が官軍側の最高権威に就任している。戊辰戦争では有栖川宮熾仁親王が東征大総督、仁和寺宮嘉彰親王（当時）が征討大将軍（北越戦争中は会津征討越後口総督）それぞれ任ぜられており、士族反乱（佐賀の乱、西南戦争）でも再び両者が総督に任ぜられている。総督の権限は絶大で、天皇から黜陟・賞罰の大権を全て委任されていた。ただし、総督は武官であることを理由に選出されたものではなく、皇族男子が血統的権威によって大権を掌握しており、また嘉彰親王は軍の階級では陸軍少尉に過ぎなかった。これは、天皇の大権を武官が掌握する体制が未だ整っていなかったことを意味する。
1885年（明治18年）12月22日に太政官が廃され、内閣制度が創始されたことに伴い、有栖川宮熾仁親王が左大臣を辞したことで皇族が行政職を離れ、宮中と府中（行政府）の別が確立した。これとともに、皇族男子の武官としての位置づけも確立された。
1878年（明治11年）12月、 参謀本部が陸軍省から独立し、軍政と軍令が分離する。さらに1886年（明治19年）3月18日から1888年（明治21年）5月12日までの約2年間、参謀本部は陸海軍の「統合的軍令機関」となり、その陸軍参謀本部長には熾仁親王が就任した。森松俊夫によれば、兵部省廃止による陸軍省・海軍省の分離以降、両者の不和があり、これを陸海軍の枠や階級を超越した「皇族」の存在によって「統合の実を得よう」とする試みであった。さらに1888年（明治21年）5月12日の「参軍官制」（勅令第24号）により、参軍は次のように定められ、平時・戦時を問わず強大な権限が与えられることが謳われた。

※引用註：（）内は現代かな遣い・新字体に改め、句読点を補ったもの
明治二十一年五月十二日
勅令第二十四號
　参軍官制
第一條
参軍ハ帝國全軍ノ参謀長ニシテ皇族大中將ヲ以テ之ヲ任シ直ニ皇帝陛下ニ隷ス
（参軍は帝国全軍の参謀長にして、皇族大中将を以て之を任じ、直に皇帝陛下に隷す）
第三條
凡ソ戦略上事ノ軍令ニ關スルモノハ専ヲ参軍ノ管知スル所ニシテ之ガ参畫ヲナシ親裁ノ後平時ニ在リテハ直ニ之ヲ陸海軍大臣ニ下タシ戰時ニ在リテハ参軍之ヲ師團長艦隊司令長官鎮守府司令長官若クハ特命司令官ニ傳宣シテ之ヲ施行セシム
（およそ戦略上、事の軍令に関するものは、専を参軍の管知する所にして、これが参画をなし親裁の後、平時に在りては直にこれを陸海軍大臣に下し、戦時に在りては参軍これを師団長・艦隊司令長官・鎮守府司令長官若しくは特命司令官に伝宣して、これを施行せしむ）
第五條
参軍ノ下ニ陸軍参謀本部海軍参謀本部ヲ置キ陸海軍將官各一名ヲ以テ其長トシ参軍ヲ補翼シ部事ヲ管掌セシム
（参軍の下に陸軍参謀本部・海軍参謀本部を置き、陸海軍将官各一名を以てその長とし、参軍を補翼し、部事を管掌せしむ）

しかし、翌1889年（明治22年）3月7日に参軍官制は一年も経たずに廃され、陸海軍の統合的機関も消滅した。この際の新たな参謀本部条例（明治41年軍令陸第19号）では、参謀長への皇族の就任は明記されず、皇族の陸・海の調整機能としての役割も終焉を迎えた。
皇族の昇任には特権的な処置がなされ、尊厳を損なわないような配慮がなされた。いつから明確に行われたかは不明ながら、1890年（明治23年）に有栖川宮熾仁親王が海軍拡張と共に皇族の特権的進級の必要性を訴え出ている。すなわち大日本帝国陸海軍が「皇軍＝天皇の軍隊」であることを示す社会的権威としての役割が明確されることとなった。

### 皇族身位令での明文化から廃止まで
1910年（明治43年）3月に、皇族身位令において明文化された。
朝鮮王族の末裔である王公族男子にも皇族同様に軍人となる義務が課せられ、1926年（大正15年）12月に公布された王公家軌範59条で明文化され、結果、3名が陸軍軍人となった。
先述の通り、この規定よりも若年の10代前半で幼年学校に入学した皇族が多数名いる。一方、継宮明仁親王（第125代天皇、現：上皇）は、立太子していなかったが昭和天皇の嫡男として皇太子とみなされていたにもかかわらず、父天皇の意向で武官に任官していない。
1931年（昭和6年）9月18日、柳条湖事件を機に満州事変が勃発した。クーデター未遂である十月事件に見られるように、陸軍内部の政治的分裂が表面化した。同年12月、陸軍省勤務経験の無い荒木貞夫が陸軍大臣に就任すると分裂はさらに悪化するが、荒木は閑院宮載仁親王を参謀総長に戴いて参謀本部の権威を高めると、さらに海軍では1932年（昭和7年）2月に伏見宮博恭王が軍令部長（海軍軍令部総長）に就任した。陸海軍が共に皇族を総長に就任させたことを、「統帥部の人事の頽廃がはじまった」と批判する見解がある。
特に日独伊三国同盟を巡る日本国内の抗争の中、（陸軍）参謀本部が閑院宮を通じて畑俊六陸相に辞職を勧告し、これが海軍大将米内光政内閣（米内内閣）倒閣の原因となった。また、米内が海軍に復帰し、軍令部総長または連合艦隊司令長官を期待されながらも実現しなかったのは、伏見宮が最後まで難色を示したからであるとされる。このように、皇族の権威によって自己の権威を高めようとした統帥部は、逆に組織を「硬直した官僚的権威主義に堕落」させた。
1937年（昭和12年）から翌1938年（昭和13年）にかけてのトラウトマン和平工作を巡っては、政府と参謀本部の相互不信が明らかとなった。陸海の皇族総長は、共に御前会議で発言した一方、大本営政府連絡会議に出席せず、このことは政府は陸海軍の真意を図りかね、和平工作を巡る問題を複雑化させる原因となった。
皇族軍人の制度は、第二次世界大戦での日本の降伏と陸海軍の解体を受けて終焉した。1945年（昭和20年）11月30日に皇族身位令から上掲の第17条などが削除されたことでその法的義務は消滅し、次いで皇族身位令および王公家軌範自体が、日本国憲法施行前日の1947年（昭和22年）5月2日付で他の皇室令ともに廃止された。
加えて、連合国軍占領下にて元皇族軍人の多くは公職追放の対象となり、さらに極東国際軍事裁判では梨本宮守正王がA級戦犯容疑者として巣鴨プリズンに収監（のち不起訴釈放）されたほか、小松輝久侯爵（北白川宮家：輝久王）が皇室関係者の中では唯一BC級戦犯として実刑判決を下され、服役した。

### 現代の皇室・皇族など
日本国憲法及び新皇室典範の下、1947年（昭和22年）10月14日に11宮家51名の臣籍降下（いわゆる皇籍離脱：形式上は自発的な意思によるもの）が行われ、皇族数は大きく減少した。ただしその後も、皇室への残留の別を問わず、元皇族軍人と同期生らとの交流は続いた（幼年学校の節も参照）。例えば高松宮宣仁親王の同期生の依頼で、同妃喜久子が予科練の若者を悼んで和歌を詠み、陸上自衛隊武器学校内（土浦駐屯地：かつて土浦海軍航空隊が所在）にある歌碑を揮毫している。
なお、女性の入隊・入職が可能になった自衛隊（陸上・海上・航空）において、皇族男子・女子とも、自衛官又は自衛隊員（自衛官の他、事務官、技官等を含む総称）として国防の任に従事した例はない。
2016年（平成28年）に薨去した三笠宮崇仁親王は、皇族のまま薨去した最後の皇族軍人であった。
一方、王公族は王公家軌範廃止と日本国憲法施行によりその身分を喪失し、さらにサンフランシスコ平和条約発効により日本国籍から離脱した者として扱われた。李垠は病に倒れた後、大韓民国に帰国して余生を送った。李鍵は改めて日本に帰化して桃山虔一を名乗り、その葬儀には3期後輩の三笠宮崇仁親王も参列した。

## 軍での待遇

### 礼式
礼式では、それぞれ次のように定められていた。

※引用註：（）内は現代かな遣い・新字体に改め、句読点を補ったもの
陸達第三十二號
陸軍禮式
第十條
皇族、武官ノ職ヲ奉シ其ノ職務執行中ハ其ノ武官相當ノ禮式ニ従フ
（皇族、武官の職を奉し、その職務執行中は、その武官相当の礼式に従う）
　
勅令第十五號
海軍禮式令
第五條
文武官ノ資格ニ於ケル皇族ニ對シテハ本官職相當ノ禮式ヲ行フ外國ノ皇族ニ付亦同シ
（文武官の資格における皇族に対しては、本官職相当の礼式を行うほか、外国の皇族につき、また同じ）

このように、陸海軍いずれも、軍人としてはその官職（階級）に応じた礼式に従うことが明文化されていた。

### 皇族附武官
陸軍、海軍とも、皇族附武官として大尉が随行した。

### 幼年学校
1982年（昭和52年）に東京陸軍幼年学校の同窓会である東幼会が編纂した『東京陸軍幼年学校史 わが武寮』には、皇族・王公族の同期生に関する逸話が収録されている。
東幼17期、18期、19期には連続して皇族が在籍し、当時の修学旅行では行く先々の沿道で奉迎され、提灯行列や花火も行われた。26、27、28期にも連続して皇族が在籍したため、頻繁に皇族の台覧を受けた。
東幼30期には、朝香宮家の孚彦王と李鍝公が在籍していた。同期生の回想によれば、二人とも他の同期生と分け隔てなく付き合い、週末に帰省する以外は、学科・術科、生活面や教官からの指導を含め、他の同期生と同様の待遇を受けていた。李鍝公宛てに幼少からの婚約者朴賛珠から送られた手紙を、同期生が奪い取って読もうとした逸話も残る。この期も、地方では奉迎を受け、同期生もその余恵を受けた。
戦後も期生会（同期会、OB会）での交流が続いた。東幼27期の期生会「同袍会」では会長を臣籍降下した竹田恒徳が、副会長を日本に帰化した李鍵（桃山虔一）が、それぞれ務めていた。

### 陸軍大学校
厳しい選抜選考が課せられる陸軍大学校では、皇族及び王公族の枠が存在し、入学が優遇された。
在学中、秩父宮雍仁親王のように実際に成績優秀だった者や、北白川宮永久王のように陸海軍の融和に努めた者もいる（それぞれ本人の項を参照）。

## 皇族軍人一覧

### 陸軍
| 宮号等・名・身位   | 最終階級           | 主な軍職                                    | 期別                  | 生没年                                                                   | 備考                         |
| ------------------ | ------------------ | ------------------------------------------- | --------------------- | ------------------------------------------------------------------------ | ---------------------------- |
| 有栖川宮熾仁親王   | 陸軍大将           | 参謀総長、大本営幕僚長                      | -                     | 天保6年2月19日（1835年3月17日） - 1895年（明治28年）1月15日（満59歳没）  |                              |
| 小松宮彰仁親王     | 元帥陸軍大将       | 参謀総長、近衛師団長、征清大総督            | -                     | 弘化3年1月16日（1846年2月11日） - 1903年（明治36年）2月18日（満57歳没）  |                              |
| 北白川宮能久親王   | 陸軍中将（贈大将） | 歩兵第4師団長、近衛師団長                   | -                     | 弘化4年2月16日（1847年4月1日） - 1895年（明治28年）10月28日（満48歳没）  | 乙未戦争中、台南で殉職       |
| 伏見宮貞愛親王     | 元帥陸軍大将       | 第1師団長、歩兵第4師団長                    | 陸幼：？ 陸士：旧1期  | 安政5年4月28日(1858年6月9日) - 1923年（大正12年）2月4日（満64歳没）      |                              |
| 閑院宮載仁親王     | 元帥陸軍大将       | 参謀総長、近衛師団長                        | 陸幼：？ 陸士：旧6期  | 慶応元年9月22日（1865年11月10日） -1945年（昭和20年）5月20日（満79歳没） |                              |
| 久邇宮邦彦王       | 陸軍大将（贈元帥） | 近衛師団長                                  | 陸士：7期             | 1873年（明治6年）7月23日 - 1929年（昭和4年）1月27日（満55歳没）          | 香淳皇后の実父               |
| 梨本宮守正王       | 元帥陸軍大将       | 第16師団長                                  | 陸士：7期             | 1874年（明治7年）3月9日 -1951年（昭和26年）1月1日（満76歳没）            | 李王妃方子女王の実父         |
| 竹田宮恒久王       | 陸軍少将           | 近衛騎兵連隊                                | 東幼：1期 陸士：15期  | 1882年（明治15年）9月22日 - 1919年（大正8年）4月23日（満36歳没）         | 在職中に病のため薨去         |
| 北白川宮成久王     | 陸軍大佐           | 陸軍砲兵大佐                                | 東幼：5期 陸士：20期  | 1887年（明治20年）4月18日 - 1923年（大正12年）4月1日（満35歳没）         | 仏陸軍士官学校留学中に事故死 |
| 朝香宮鳩彦王       | 陸軍大将           | 上海派遣軍司令官、近衛師団長                | 東幼：5期 陸士：20期  | 1887年（明治20年）10月20日 - 1981年（昭和56年）4月12日（満93歳没）       | 南京裁判追及回避             |
| 東久邇宮稔彦王     | 陸軍大将           | 第二軍司令官、陸軍航空本部長                | 東幼：5期 陸士：20期  | 1887年（明治20年）12月3日 - 1990年（平成2年）1月20日（満102歳没）        | 内閣総理大臣                 |
| 賀陽宮恒憲王       | 陸軍中将           | 陸軍大学校長、第43師団長                    | 東幼：17期 陸士：32期 | 1900年（明治33年）1月27日 - 1978年（昭和53年）1月3日（満77歳没）         |                              |
| （山階宮）芳麿王   | 陸軍中尉           |                                             | 東幼：18期 陸士：33期 | 1900年（明治33年）7月5日 - 1989年（平成元年）1月28日（満88歳没）         | 臣籍降下し、山階侯爵         |
| （久邇宮）邦久王   | 陸軍大尉           |                                             | 陸士：35期            | 1902年（明治35年）3月10日 - 1935年（昭和10年）3月4日（満32歳没）         | 臣籍降下し、久邇侯爵         |
| 秩父宮雍仁親王     | 陸軍少将           | 大本営戦争指導班参謀、歩兵第31連隊第3大隊長 | 東幼：19期 陸士：34期 | 1902年（明治35年）6月25日 - 1953年（昭和28年）1月4日（満50歳没）         | 直宮                         |
| 閑院宮春仁王       | 陸軍少将           | 戦車第5連隊長、千葉陸軍戦車学校付           | 陸士：36期            | 1902年（明治35年）8月3日 - 1988年（昭和63年）6月18日(満85歳没）          |                              |
| （山階宮）茂麿王   | 陸軍中佐           |                                             | 東幼：26期 陸士：41期 | 1908年（明治41年）4月29日 - 1947年（昭和22年）1月10日（満38歳没）        | 臣籍降下し、葛城伯爵         |
| 竹田宮恒徳王       | 陸軍中佐           | 第1総軍防衛主任参謀、関東軍作戦参謀         | 東幼：27期 陸士：42期 | 1909年（明治42年）3月4日 - 1992年（平成4年）5月11日（満83歳没）          |                              |
| 北白川宮永久王     | 贈陸軍砲兵少佐     | 駐蒙軍参謀                                  | 東幼：28期 陸士：43期 | 1910年（明治43年）2月19日 - 1940年（昭和15年）9月4日（満30歳没）         | 日中戦争中、張家口で殉職     |
| （朝香宮）孚彦王   | 陸軍中佐           | 第51航空師団参謀、第51教育飛行師団参謀      | 東幼：30期 陸士：45期 | 1912年（大正元年）10月8日 - 1994年（平成6年）5月6日（満81歳没）          |                              |
| 三笠宮崇仁親王     | 陸軍少佐           | 航空総軍参謀、大本営参謀                    | 陸士：48期            | 1915年（大正4年）12月2日 - 2016年（平成28年）10月27日（満100歳没）       | 直宮                         |
| （東久邇宮）盛厚王 | 陸軍少佐           | 第36軍情報参謀、野戦重砲第1連隊中隊長       | 陸士：49期            | 1916年（大正5年）5月6日 - 1969年（昭和44年）2月1日（満52歳没）           |                              |
| （東久邇宮）彰常王 | 陸軍大尉           |                                             | 陸士54期              | 1920年（大正9年）5月13日 - 2006年（平成18年）8月30日（満86歳没）         | 臣籍降下し、粟田侯爵         |
| （賀陽宮）邦寿王   | 陸軍大尉           | 豊橋第一陸軍予備士官学校教官                | 東幼：40期 陸士55期   | 1922年（大正11年）4月21日 - 1986年（昭和61年）4月16日（満63歳没）        |                              |
| （東久邇宮）俊彦王 | 士官学校生徒       | なし                                        | 陸士61期              | 1929年（昭和4年）3月24日 - 2015年（平成27年）4月15日（満86歳没）         |                              |

### 海軍
| 宮号等・名・身位   | 最終階級     | 主な軍職                                            | 期別             | 生没年                                                                   | 備考                                             |
| ------------------ | ------------ | --------------------------------------------------- | ---------------- | ------------------------------------------------------------------------ | ------------------------------------------------ |
| 華頂宮博経親王     | 任海軍少将   | 議定会計事務総督、米海軍兵学校留学                  |                  | 嘉永4年3月18日（1851年4月19日） - 明治9年（1876年）5月24日（満25歳没）   | 留学中に発病し帰国、少将に任じられた11日後に薨去 |
| 有栖川宮威仁親王   | 元帥海軍大将 | 連合艦隊旗艦「松島」艦長、巡洋艦「高雄」艦長        |                  | 文久2年1月13日（1862年2月11日） - 1913年〈大正2年〉7月5日（満51歳没）    |                                                  |
| 東伏見宮依仁親王   | 元帥海軍大将 | 第二艦隊司令長官、横須賀鎮守府司令長官              |                  | 慶応3年9月19日（1867年10月16日） - 1922年（大正11年）6月27日（満54歳没） |                                                  |
| 山階宮菊麿王       | 海軍大佐     | 「八雲」分隊長、「磐手」分隊長                      |                  | 1873年（明治6年）7月3日 - 1908年（明治41年）5月2日（満34歳没）           | 在職中に病のため薨去                             |
| 伏見宮博恭王       | 元帥海軍大将 | 軍令部総長、第二艦隊司令長官                        |                  | 1875年（明治8年）10月16日 - 1946年（昭和21年）8月16日（満70歳没）        |                                                  |
| 有栖川宮栽仁王     | 任海軍少尉   | なし                                                | 海兵：36期       | 1887年（明治20年）9月22日 - 1908年（明治41年）4月3日（満20歳没）         | 在学中に病のため薨去                             |
| （北白川宮）輝久王 | 海軍中将     | 第6艦隊司令長官、佐世保鎮守府司令長官、海軍兵学校長 | 海兵：37期       | 1888年（明治21年）8月12日 - 1970年（昭和45年）11月5日（満82歳没）        | 臣籍降下し、小松侯爵                             |
| （伏見宮）博義王   | 海軍大佐     | 第6駆逐隊司令、敷設艦「厳島」艦長、海軍大学校教官   | 海兵：45期       | 1897年（明治30年）12月8日 - 1938年（昭和13年）10月19日（満40歳没 ）      | 在職中に病のため薨去                             |
| 山階宮武彦王       | 海軍少佐     | 海軍航空隊所属                                      | 海兵：46期       | 1898年（明治31年）2月13日 - 1987年（昭和62年）8月10日（満89歳没）        | 在職中に精神疾患のため待命となる                 |
| 華頂宮博忠王       | 海軍中尉     | 軽巡洋艦「五十鈴」乗組                              | 海兵：49期       | 1902年（明治35年）1月26日 - 1924年（大正13年）3月19日（満22歳没）        | 在職中に病のため薨去                             |
| 久邇宮朝融王       | 海軍中将     | 第20連合航空隊司令官、高雄海軍航空隊司令            | 海兵：49期       | 1901年（明治34年）2月2日 - 1959年（昭和34年）12月7日（満58歳没）         |                                                  |
| 高松宮宣仁親王     | 海軍大佐     | 横須賀海軍航空隊教官、戦艦「比叡」砲術長            | 海兵：52期       | 1905年（明治38年）1月3日 - 1987年（昭和62年）2月3日（満82歳没）          | 直宮                                             |
| （伏見宮）博信王   | 海軍大佐     | 「曙」水雷長、「漣」水雷長、海軍水雷学校教官        | 海兵：53期       | 1905年（明治38年）5月22日 - 1970年（昭和45年）10月23日（満82歳没）       | 臣籍降下し、華頂侯爵                             |
| （山階宮）萩麿王   | 海軍大佐     | 海軍大学校服務（戦史研究）                          | 海兵：54期       | 1906年（明治39年）4月21日 - 1932年（昭和7年）8月26日（満26歳没）         | 臣籍降下し、鹿島伯爵 在職中に待命を経て薨去      |
| （伏見宮）博英王   | 海軍少佐     |                                                     | 海兵：62期       | 1912年（大正元年）10月4日 - 1943年（昭和18年）8月21日（満30歳没）        | 臣籍降下し、伏見伯爵 ボネ湾上空で戦死            |
| （朝香宮）正彦王   | 海軍少佐     | 第6根拠地隊参謀                                     | 海兵：62期       | 1914年（大正3年）1月5日 - 1944年（昭和19年）2月6日（満30歳没）           | 臣籍降下し、音羽侯爵 クェゼリンの戦いで戦死      |
| （久邇宮）家彦王   | 海軍技術大尉 | 海軍技術研究所電気研究部                            | 技術科士官：32期 | 1920年（大正9年）3月17日（満104歳） -                                    | 臣籍降下し、宇治伯爵                             |
| （久邇宮）徳彦王   | 海軍大尉     |                                                     | 海兵：71期       | 1922年（大正11年）11月19日 - 2007年（平成19年）2月7日（満84歳没）        | 臣籍降下し、龍田伯爵                             |
| （賀陽宮）治憲王   | 少尉候補生   | なし                                                | 海兵：75期       | 1926年（大正15年）7月3日 - 2011年（平成23年）6月5日（満84歳没）          |                                                  |
| （久邇宮）邦昭王   | 少尉候補生   | なし                                                | 海兵：77期       | 1929年（昭和4年）3月25日（満95歳） -                                     |                                                  |

## 王公族軍人一覧
| 宮号等・名・身位 | 最終階級 | 主な軍職 | 期別                  | 生没年                                                                     | 備考                       |
| ---------------- | -------- | -------- | --------------------- | -------------------------------------------------------------------------- | -------------------------- |
| 昌徳宮李王垠     | 陸軍中将 |          | 東幼：14期 陸士：29期 | 1897年（光武元年/明治30年）10月20日 - 1970年（昭和45年）5月1日（満72歳没） |                            |
| 李鍵公           | 陸軍中佐 |          | 東幼：27期 陸士：42期 | 1909年（隆熙3年/明治42年）10月28日 - 1990年（平成2年）12月21日（満81歳没） |                            |
| 李鍝公           | 陸軍中佐 |          | 東幼：30期 陸士：45期 | 1912年（大正元年）11月15日 - 1945年（昭和20年）8月7日（満32歳没）          | 広島で被爆し薨去。戦死扱い |

- 王公族3名の靖国神社参拝（1938年10月撮影）
- 李鍝の戦死を報じる新聞（『毎日新報（매일신보）』1945年8月9日付）